# Parazanclistius hutchinsi
Parazanclistius hutchinsi är en fiskart som beskrevs av Hardy, 1983. Parazanclistius hutchinsi ingår i släktet Parazanclistius och familjen Pentacerotidae. Inga underarter finns listade i Catalogue of Life.